# Roxey Fer
Roxey Fer (sinh ngày 15 tháng 9 năm 1994) là một cầu thủ bóng đá người Suriname hiện tại thi đấu cho S.V. Robinhood và cho Đội tuyển bóng đá quốc gia Suriname.

## Sự nghiệp
Fer có màn ra mắt cho Suriname trong trận giao hữu với Guyana khi vào sân ở phút 13. Bàn thắng đầu tiên của anh cho Suriname đến vào trận lượt về Vòng loại giải vô địch bóng đá thế giới 2018 với thất bại 3-1 trước Nicaragua, đội giành chiến thắng với tổng tỉ số 4-1.

### Bàn thắng quốc tế
Tỉ số và kết quả liệt kê bàn thắng của Suriname trước.
| # | Ngày                | Địa điểm                                            | Đối thủ           | Tỉ số | Kết quả | Giải đấu                                     |
| - | ------------------- | --------------------------------------------------- | ----------------- | ----- | ------- | -------------------------------------------- |
| 1 | 16 tháng 5 năm 2015 | Sân vận động André Kamperveen, Paramaribo, Suriname | Nicaragua         | 1-0   | 1-3     | Vòng loại giải vô địch bóng đá thế giới 2018 |
| 2 | 25 tháng 2 năm 2016 | Sân vận động Baduel, Cayenne, French Guiana         | Guyane thuộc Pháp | 1-0   | 3-2     | Giao hữu                                     |